# Cobra-corre-campo
Philodryas nattereri é o nome científico da serpente também designada popularmente como Cobra-corre-campo, corre-campo, cobra-do-mato, corredeira e ubiraquá, ocorrendo amplamente pelo nordeste e centro-oeste brasileiro e também no Paraguai. É uma serpente opistóglifa, podendo atingir um comprimento de 160 cm, corpo amarelo-bronzeado com quatro linhas laterais escuras e escamas que apresentam uma borda negra.

## Peçonha
A Philodryas nattereri possui uma peçonha que será inoculada através de sua dentição opistóglifa e possui grandes efeitos no corpo do ser humano muito semelhantes aos efeitos da Bothrops jararaca, tendo ações proteolíticas, inflamatória aguda, hemorrágicas e coagulantes, neurotóxica, miotóxica, nefrotóxica e cardiovascular. Por não possuir um soro específico a esta peçonha, por vezes os acidentes são tratados com anti-botrópico.